# Amphoratheca
Amphoratheca es un género de foraminífero bentónico de la familia Syzraniidae, de la superfamilia Robuloidoidea, del suborden Lagenina y del orden Lagenida. Su especie tipo es Rectostipulina quadrata. Su especie-tipo es Amphoratheca iniqua. Su rango cronoestratigráfico abarca desde el Gzheliense (Carbonífero superior) hasta el Sakmariense (Pérmico inferior).

## Clasificación
Amphoratheca incluye a las siguientes especies:
- Amphoratheca iniqua †
- Amphoratheca robusta †